# Chokladboll
Chokladboll och kokosboll kan även syfta på skumboll.
Chokladboll, även kokosboll eller havreboll, är ett ogräddat bakverk, vars huvudingredienser är matfett, havregryn, socker och kakaopulver, ofta garnerad med kokosflingor, pärlsocker eller strössel. Chokladbollar är vanliga som hemmagjorda godsaker och ingår i standardutbudet på svenska kaféer.
En äldre benämning på chokladboll är negerboll. Språkrådet avråder från att använda denna benämning på grund av att ordet neger kan uppfattas som nedsättande. I Svensk ordbok anges att ordet negerboll kan uppfattas som stötande.
Den 11 maj är chokladbollens dag.

## Historik
Det tidigaste belägget för chokladbollar är från 1943 under namnet "havregrynskugler" som förekommer i danska boken Opfindsomhed i en krisetid från samma år. Ett recept på "Barnens negerbollar" förekom även i Svenska Dagbladet den 14 december 1943. "Negerboll" var den vanligaste benämningen på chokladbollar fram till åtminstone 1970-talet. Termen "chokladboll" användes omväxlande med "negerboll" från 1960-talet och framåt.
I Danmark har bakverket blivit förknippat med julen och ses som typisk julkonfekt, medan den i Sverige är populär året om och ett mycket vanligt bakverk som exempelvis säljs på caféer och i butik, både styckevis och i storpack.

## Recept
Chokladbollar tillverkas av socker, matfett, havregryn, siktad kakao, vaniljsocker och eventuellt också en skvätt starkt kaffe eller vatten. Sockret och vaniljsockret rörs till en pösig massa i rumstempererat matfett, varefter de övriga ingredienserna blandas i smeten. Smeten formas sedan till bollar. Garneringen består som regel i att bollarna rullas i pärlsocker, karamellströssel eller kokosflingor. Chokladbollarna gräddas inte, utan kyls ned i kylskåp.

### Varianter
Receptet kan varieras med olika smaksättningar och garnering. Tillsätts arrak och används chokladströssel till garnering kallas bollarna arraksbollar. Dock brukar man till arraksbollar byta ut havregrynen mot kaksmulor, och liknar därmed fyllningen i dammsugare. Florsocker kan användas i stället för strösocker.
I Newfoundland i östra Kanada finns Newfoundland snowballs (snöbollar) som påminner om chokladbollar. Dessa innehåller mjölk, men den stora skillnaden är att ingredienserna värms upp innan bollarna kyls ner.

## Namndebatt
Bruket av ordet "negerboll" i skrift har sedan början av 2000-talet minskat (exempelvis i receptböcker och på kafémenyer) som ett resultat av diskussionen kring begreppets rasistiska konnotation då ordet "neger" kommit att uppfattas som nedsättande. Språkrådet och Svenska Akademien rekommenderar att inte benämna bakverket så.
I Svenska Akademiens ordlista introducerades ordet "negerboll" först i 11:e upplagan som gavs ut 1986. I den 13:e upplagan (2006) tillkom rekommendationen "Använd hellre chokladboll". I fjortonde upplagan (2015) finns negerboll inte med.
Ett konditori i Sjöbo som kallade bakverket "negerboll" anmäldes 2003 till Ombudsmannen mot etnisk diskriminering (DO). Granskningen lades ned då anmälaren inte personligen blev kränkt. DO anser dock att namnet inte skall användas eftersom "ordet neger är starkt förknippat med slaveri, förtryck och brist på respekt för människors lika värde".